# Szerves reakció
A szerves reakciók olyan kémiai reakciók, amelyekben a reaktánsok vagy végtermékek valamelyike (esetleg mindegyike) szerves vegyület. Az alapvető szerves kémiai reakciótípusok: addíciós reakció, eliminációs reakció, szubsztitúciós reakció, periciklusos reakció, átrendeződési reakció, fotokémiai reakció, redoxireakció.

## Telített szénhidrogének reakciói

### Szubsztitúció
Az a folyamat, melynek során egy szerves vegyület valamilyen atomját vagy atomcsoportját más atommal vagy atomcsoporttal helyettesíti. Három altípusa létezik, a gyökös szubsztitúció, az elektronkedvelő (elektrofil) szubsztitúció és az elektront nem kedvelő (nukleofil) szubsztitúció.

### Gyökös szubsztitúció
Alkánok halogén-szubsztitúciója (UV-sugárzás/erős hő hatására) 
A gyökös szubsztitúció olyan helyettesítési reakció, melyet az előzőleg képződött gyök(ök) indít(anak). Gyök többféle módon is képződhet egy molekulából. Ezek közül a legfontosabb a fény és a hőmérséklet hatására bekövetkező gyökképződés. Molekulából (pl. klór) csak akkor képződhet gyök, ha a molekula disszociációja szimmetrikusan megy végbe. Ellenkező esetben ionok képződnek:
CH4 + Cl2 → CH3Cl + HCl 
A folyamat robbanásszerűen, a másodperc törtrésze alatt következik be.

### Elektrofil szubsztitúció
Aromás vegyületek szubsztitúciós reakciói 
Az aromás vegyületek (például a benzol) delokalizált elektronrendszere különleges stabilitást biztosít a molekuláknak. Legjellemzőbb reakciójuk a szubsztitúció, melynek végén az aromás elektrongyűrű újra kialakul. A leggyakrabban az alábbiakkal történnek szubsztitúciós reakciók: Br+, Cl+, SO3, NO+2, R+, RCO+ (brómozás, klórozás, szulfonálás, nitrálás, alkilezés, acilezés).
Példák aromás vegyületek szubsztitúciós reakcióira:
- fenol nitrálása, brómozása
- deutériummal jelzett benzolszármazékok előállítása

### Nukleofil szubsztitúció
A C-X kötést tartalmazó (X ld. lejjebb) halogénvegyületekre, protonált alkoholokra, éterekre, karbonsavakra stb. jellemző. A C-X kötés ezekben az esetekben már alapállapotban polározott, az elektronsűrűség például a halogén környezetében sokkal nagyobb, mint a szénatom körül a halogénatomok nagyobb elektronegativitása miatt. A szénatomon fellépő részleges elektronhiány következtében a szénatom nukleofilekkel lesz reakcióba vihető. A reakció során a C-X kötés felhasad, majd egy új kötés alakul ki a nukleofil reaktív centrumával.
Egy reakció akkor nukleofil, ha azt elektronküldő (elektron-gazdag) – idegen szóval nukleofil részecske – indítja („indít támadást”). Amennyiben elektront kedvelő (elektronszívó) – más néven elektrofil helyettesítő – indít támadást pl. egy benzolgyűrű ellen, úgy elektrofil szubsztitúcióról beszélünk. A reakciók elektrofil vagy nukleofil volta a – redoxireakciókhoz hasonlóan – nézőpont kérdése. Az egyik komponens felől elektrofil, a másik irányából pedig nukleofil a reakció.
A nukleofil szubsztitúció általános sémája 
R-X+Y' → R-Y+X' 
ahol
X = F, Cl, Br, I, +OH2, +OHR', O−COR', O−SO2R', O−SO3H, N−2, +SR'2
X'= F−, Cl−, Br−, I−, H2O, R'OH, R'COO−, R'SO3−, HSO−4, N2, SR'2
Y'= F−, Cl−, Br−, I−, −OH, −OR', R'COO−, −SH, −SR', SR'2, NH3, HNR'R, NR'3, NH2NH2, NO−2, N−3, PR'3, −CN, −CH2NO2, -CH2COR
Y = F, Cl, Br, I, OH, OR', O−COR', SH, SR', +SR'2, NH2, NR'R, +NR'3, NHNH2, NO2, N3, CN, CH2NO2, CH2COR'
Két típusát különböztetjük meg:
SN1 monomolekuláris
SN2 bimolekuláris

## Krakkolás
Az a folyamat, melynek során egy hosszú láncú alkán molekulája magas hőmérsékleten, katalizátor mellett egy kisebb szénatomszámú telített alkánra, melyből jó minőségű motorbenzin állítható elő, míg a másik termék ugyancsak egy kis szénatomszámú, de telítetlen vegyület, melyet krakkgáznak nevezünk. A telítetlen vegyület katalizátortól függő, mely lehet etilén és propilén.

## Fordítás
Ez a szócikk részben vagy egészben  az   Organic reaction című angol Wikipédia-szócikk ezen változatának fordításán alapul.  Az eredeti cikk szerkesztőit annak laptörténete sorolja fel. Ez a jelzés csupán a megfogalmazás eredetét és a szerzői jogokat jelzi, nem szolgál a cikkben szereplő információk forrásmegjelöléseként.